# Moraira
Moraira är en ort i Spanien.   Den ligger i provinsen Provincia de Alicante och regionen Valencia, i den östra delen av landet, 400 km sydost om huvudstaden Madrid. Moraira ligger 17 meter över havet och antalet invånare är 1 845.
Terrängen runt Moraira är kuperad åt nordväst, men åt sydväst är den platt. Havet är nära Moraira åt sydost. Närmaste större samhälle är Denia, 17,1 km norr om Moraira. 